# Жиліно (Палкінська волость, поблизу Палкіного)
Жиліно (рос. Жилино) — присілок в Палкінському районі Псковської області Російської Федерації.
Населення становить 19 осіб. Входить до складу муніципального утворення Палкін волость.

## Історія
Від 2015 року входить до складу муніципального утворення Палкін волость.

## Населення
| 2001 | 2002 | 2010 | 2012 | 2016 |
| ---- | ---- | ---- | ---- | ---- |
| 22   | ↘21  | ↘11  | ↗24  | ↘19  |